# Papa Eugen I
Papa Eugen I (n. secolul al VII-lea d.Hr., Roma, Imperiul Roman de Răsărit – d. 4 iunie 657 d.Hr., Roma, Imperiul Roman de Răsărit) a fost ales papă al Romei pe 10 august 654 cu toate că predecesorul lui, papa Martin I era încă în viață.
Înalte fețe bisericești au presupus că alegera lui ar putea duce la o reconciliere cu Împăratul Constans al II-lea - principalul responsabil pentru faptul că Papa Martin I fusese dat jos - și Patriarhul Petros al Bizanțului. Privind conflictul legat de monoteletism se spera că Eugen ar lua o atitudine împăciuitoare.
Când totuși nu se ajungea la nici o înțelegere , și papa Eugen era la un pas de a fi dat jos de către împăratul Bizanțului, însă a murit înainte de a se isca scandalul.
Eugen I. face parte din papii canonizați. Ziua lui corespunde cu ziua decesului său (2 iunie).
Literatură:
Rudolf Schieffer: Eugen I. În: Lexikon des Mittelalters, vol. IV (1989), col. 77-78.
Linkuri:
Eugen I. În: Biographisch-Bibliographisches Kirchenlexikon (BBKL).
1. ↑  Catholic-Hierarchy.org, accesat în 14 octombrie 2020